# Joy (группа)
Jóy (Джой, рус. радость) — австрийская англоязычная европоп/евродиско-группа. Образована в 1984 году. Наиболее известна своими синглами Touch By Touch, Valerie и Hello.

## История
Группа «Joy» была образована в австрийском городке Бад-Аусзе (федеральная земля Штирия). Клавишник Энди Швайцер (нем. Andreas Schweitzer, род. 26.02.60), вокалист Фредди Яклич (нем. Alfred Jaklitsch, род. 22.01.1960) и басист Манфред Теммель (нем. Manfred Temmel, 25.02.1959 — 08.06.2019) были школьными друзьями, и с пятнадцати лет играли в различных любительских группах. После окончания школы они избрали разные пути: Энди отправился служить в полицию, Фредди стал учителем немецкого языка и истории в школе, а Манфред стал диджеем в дискотеке «Орион» в германском городе Траунройте (нем. Traunreut).

### «Золотое время» творчества
В 1984 году трое друзей снова собрались вместе, и решили сделать музыку своим основным занятием, создав группу, которую они решили назвать «Joy». 8 октября 1984 года группа «Joy» подписала контракт со звукозаписывающей компанией OK-Musica, владельцы которой назначили куратором трёх начинающих дарований Михаэля Шайкля (нем. Michael Scheickl, род. 23.03.1957). Шайкль уже имел определённый опыт в шоу-бизнесе, так как в 1981 году он выпустил сольный альбом под псевдонимом Fritz, а в 1982 году он представлял Австрию на Конкурсе песни Евровидение в составе дуэта Mess с композицией Sonntag.
Первый сингл группы «Joy» Lost In Hong Kong, написанный Михаэлем Шайклем, который в то время использовал псевдоним M.Mell, вышел в феврале 1985 года. Композиция не стала суперхитом, но группу заметили — появились первые публикации в прессе. Следующий сингл группы «Joy» — Touch By Touch, вышедший в сентябре 1985 года, сразу же вошёл в двадцатку лучших европейских танцевальных хитов. В Австрии, Испании и Португалии сингл был продан тиражом более 50 000 копий, и получил «золотой» статус. Третьим синглом с готовящегося дебютного альбома был выпущен трек Hello, автором которого также стал Михаэль Шайкль.
Первый альбом группы, Hello, был выпущен в январе 1986 года, и провёл пять недель на первой строчке австрийского хит-парада. Это принесло всемирную известность группе. Альбом «Joy» продавался более чем в 30 странах мира. Даже не выпущенная синглом композиция Valerie приобрела огромную популярность в Восточной Европе: в Советском Союзе — благодаря гибкому диску из журнала «Кругозор», а в Венгрии — благодаря кавер-версии Te Meg En, записанной группой «Inflagranty». На танцевальных площадках имела популярность композиция Night Of The Nights, в то время как официальное признание получила песня Cheek To Cheek — наступил пик популярности для коллектива «Joy».
На волне успеха, летом 1986 года группа «Joy» выпустила свой второй студийный альбом, Joy And Tears, наиболее успешной песней с которого стала Japanese Girls. Благодаря этой композиции группа обрела известность в Азии. В Южной Корее, по опросу публики, группа «Joy» стала самой популярной зарубежной группой 1986 года.
Концертный тур группы «Joy», прошедший в январе-феврале 1987 года по таким азиатским городам, как Бангкок, Гонконг, Сингапур, Тайвань и Сеул, собрал в общей сложности 60 тысяч зрителей. В Сеуле, Южная Корея, группа «Joy» выступила перед аудиторией в 20 000 человек на стадионе Jamsil — и специально для корейской публики переделала свой хит Japanese Girls в Korean Girls. Гастроли сопровождались выпуском сборника лучших песен с первых двух альбомов, который также был выпущен звукозаписывающей компанией OK-Musica.
Сразу же по окончании азиатского турне группа «Joy» дала серию концертов в Америке. В Калифорнии выступления группы «Joy» проходили в знаменитом Shrine Auditorium); в Сан-Хосе группа «Joy» выступала преимущественно для эмигрантов из Китая и Вьетнама. Одна из сделанных в Сан-Хосе фотографий была использована для оформления обложки к синглу It Happens Tonight, вышедшему в 1987 году.
По возвращении в Европу, с июня по октябрь 1987 года группа «Joy» дала небольшое турне, в рамках которого выступила в Германии, Португалии и Испании, а также записала композицию Destination Heartbeat, ставшую саундтреком к детективному фильму Flucht in der Tod.
Вскоре после этого, в 1988 году, пути Фредди Яклича, Манфреда Теммеля, и клавишника Энди Швайцера временно разошлись. Энди получил разрешение на использование названия группы «Joy», и в сотрудничестве с вокалистом Анцо Моравитцем (нем. Hans Morawitz) записал альбом, также названный «Joy». Альбом был выпущен звукозаписывающей студией Polydor, но ни сам альбом, ни синглы с него (Kissin' like friends, She’s Dancing Alone, Born To Sing A Love Song) не получили известности. В 1990 году новый состав группы распался.

### Воссоединение группы
В 1994 году Фредди Яклич и Манфред Теммель в сотрудничестве с новым клавишником Йоханнесом Грёблем решили возобновить сотрудничество, вернув себе права на название «Joy», на которое Энди Швайцер к тому времени уже не претендовал. Сначала они записали сингл Hello Mrs. Johnson, выпущенный звукозаписывающей компанией BMG-Ariola. За ним в 1995 году последовал ещё один сингл — Felicidad. В 1996 году был полностью записан и сведён состоявший из 12-ти композиций альбом Full of Joy. Однако после записи альбома члены группы снизили свою активность, группа почти перестала гастролировать, а новый альбом официально так и не был выпущен.
В 1996 году Фредди Яклич и Манфред Теммель создали группу Seer, ставшую одним из наиболее успешных австрийских музыкальных проектов. Группа просуществовала в начальном составе 12 лет, однако в 2008 году Манфред Теммель покинул группу Seer, и фронтменом коллектива стал Фредди Яклич.
В июне 1997 года группа «Joy» впервые выступила в современной России, на фестивале Танцующий город в Парке Горького в Москве. В конце 1990-х группа продолжила гастроли по России, а в 2002 году «Joy» выступили на первом музыкальном фестивале Авторадио «Дискотека 80-х», прошедшем во Дворце Спорта «Лужники».
6 ноября 2003 года участники группы (совместно с группами Baccara и Boney M. feat. Maizie Williams) выступили на Новой Ледовой Арене в Санкт-Петербурге. Группа планировала начать гастрольную деятельность по городам Восточной Европы, но занятость участников другими проектами фактически не давала «Joy» развиваться как самостоятельному коллективу. В 2004 году группа неожиданно распалась.

### Современный период
Лишь в 2010 году участники оригинального состава группы «Joy» объединились, решив отметить 25-летие своего первого успеха и записав новую версию своего главного хита Touch By Touch. В октябре 2010 года группа «Joy» снова выступила в Москве, на фестивале «Легенды Ретро FM», прошедшем в спорткомплексе «Олимпийский».
В 2011 году группа «Joy» выпустила на лейбле Major Babies новый альбом Enjoy. В альбом вошли 10 совершенно новых композиций, а также обновлённые версии двух главных хитов группы: Touch By Touch и Valerie. Партии бэк-вокала ко всем двенадцати композициям были записаны Михаэлем Шайклем. В России альбом Enjoy был выпущен звукозаписывающей компанией CD Land, в Венгрии — лейблом Hargent Media.
В ноябре 2011 года группа «Joy» снова приняла участие в фестивале Авторадио «Дискотека 80-х», а в декабре 2014 года — в фестивале «Легенды Ретро FM».
С середины 2012 года Альфред Яклич выбрал для себя приоритетным проектом группу «Die Seer», где он с 2008 года являлся главным солистом. Было принято решение о том, что практически на всех выступлениях Фредди будет заменять Михаэль Шайкль. Исключением стало выступление на «Дискотеке 80-х» в 2013 году, когда группа выступила в оригинальном составе.
В 2014 году было окончательно принято решение о том, что Михаэль Шайкль будет не заменой Фредди, а постоянным солистом группы. 
В марте 2016 года группа «Joy» выпустила новый сингл «Lunapark».
Ныне участники не планируют выпуск нового альбома, но гастрольный график артистов на ближайшие годы полностью расписан.
8 июня 2019 года на 61-м году жизни скончался басист коллектива Манфред Теммель.
12 января 2021 года в официальном сообществе группы Joy на Facebook появилось сообщение о выходе нового альбома под названием “In Love”. Треклист пластинки включает в себя 5 композиций (I’m In Love, Japanese & Russian Girls, Valerie – Romantic Version, Night Of The Nights, Hurtin’ Me So Much – Romantic Version). Выпускающий лейбл – MellTom, на нем же вышли предыдущие синглы группы “Lunapark” (2017) и “Mas, Mas, Mas” (2020).
20 января 2021 года скончался бывший участник группы — Анцо Моравиц.
В мае 2022 года группа «Joy» выпустила новый сингл «Moonlight, Romance, Cadillac».

## Состав участников
1. Энди Швайцер, Фредди Яклич, Манфред Теммель (1984—1987)
2. Энди Швайцер, Анцо Моравиц (1988—1990)
3. Фредди Яклич, Манфред Теммель, Йоханес Грёбль (1994—1997)
4. Фредди Яклич, Манфред Теммель, Кристиан Грюбер (1997—2001)
5. Фредди Яклич, Манфред Теммель, Андреас Леммерер (2002—2004)
6. Энди Швайцер, Манфред Теммель, Фредди Яклич (2010—2013)
7. Энди Швайцер, Манфред Теммель, Михаэль Шайкль (2014—2019)
8. Энди Швайцер, Михаэль Шайкль, Лео Бей (2019—2022)
9. Энди Швайцер, Михаэль Шайкль (2022—настоящее время)

## Дискография
- 1986 — Hello
- 1986 — Joy And Tears
- 1989 — Joy
- 2011 — Enjoy
- 2021 — In Love

### Синглы
- 1985 — Lost In Hong-Kong
- 1985 — Touch By Touch (#1-Австрия, #18-Германия)
- 1986 — Hello (#26-Австрия, #54-Германия)
- 1986 — Japanese Girls (#14-Австрия)
- 1986 — Touch Me My Dear (Португалия)
- 1987 — Destination Heartbeat
- 1987 — It Happens Tonight
- 1987 — Black Is Black (Remix)
- 1988 — Kissin' Like Friends
- 1989 — She’s Dancing Alone
- 1990 — Born To Sing A Lovesong
- 1994 — Hello, Mrs. Johnson
- 1995 — Felicidad
- 1998 — Touch By Touch 98
- 1999 — Touch By Touch (The Remake) (vs. Area 51!)
- 2010 — Touch By Touch 2011
- 2011 — Love Is All Around (Promo)
- 2011 — Sunshine Boogie
- 2013 — Megamix 2014
- 2017 — Lunapark
- 2020 — Mas, Mas, Mas
- 2022 — Moonlight, Romance, Cadillac

### Сборники
- 1986 — Best
- 1987 — The Very Best Of Joy (Гонконг)
- 1987 — Touch Re-Mix 87 (Гонконг)
- 1991 — Best Of Joy (Китай)
- 2000 — Best Of Joy
- 2011 — Hits & More - Best Of
- 2011 — Hits & More - The Remixes & Rarities
- 2015 — The Original Maxi-Singles Collection And B-Sides